# Infurcitinea peterseni
Infurcitinea peterseni är en fjärilsart som beskrevs av Gerardo Baldizzone 1984. Infurcitinea peterseni ingår i släktet Infurcitinea och familjen äkta malar.
Artens utbredningsområde är Spanien. Inga underarter finns listade i Catalogue of Life.